# Свистуни
Свистуни́ — село Амвросіївської міської громади Донецького району Донецької області, Україна.

## Загальні відомості
Село знаходиться на лівому березі річки Велика Шишівка. Відстань до райцентру становить близько 24 км і проходить автошляхом місцевого значення. 
Землі села межують із територією с. Велика Шишівка Шахтарського району Донецької області.
Поруч розташований регіональний ландшафтний парк Донецький кряж.
Унаслідок російської військової агресії із серпня 2014 р. Мала Свистуни перебувають на території ОРДЛО.

## Населення
За даними перепису 2001 року населення села становило 6 осіб, із них 50 % зазначили рідною мову українську та 50 % — російську.